# 刑務所

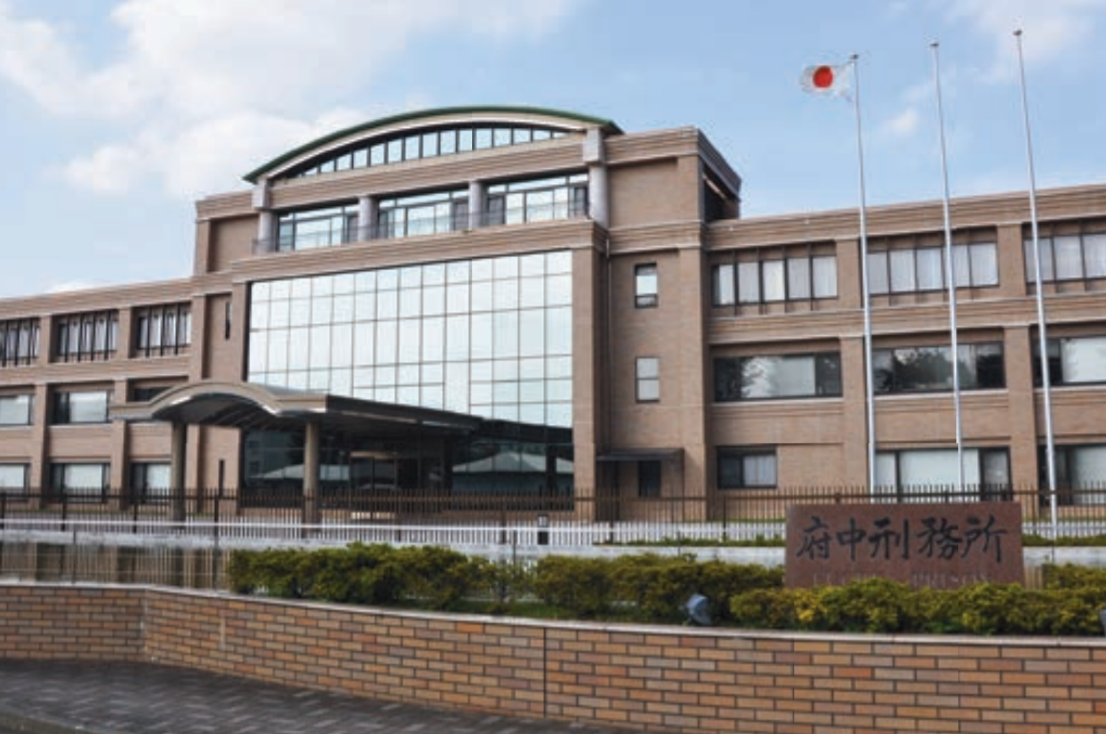
府中刑務所（東京都府中市）

国民10万人あたりの囚人数割合

刑務所（けいむしょ）は、法令に違反し、裁判の結果、刑罰に服することとなった受刑者を収監し就職訓練などの処遇を行う刑事施設である。特に注意が必要な服役者はスーパーマックス刑務所というセキュリティが高い刑務所を建設し収監する国もある。
裁判が行われていない未決拘禁者を収容する拘置所とは区別される。
近世以前は死刑・身体刑が主要な刑罰で拘禁は刑罰を決める期間などにとどまっていたが、麻酔の発展から身体への苦痛を残虐とする思想、建築学の発展による大規模拘禁が可能となった背景などにより発展した。

## 歴史
刑罰としての拘禁は13世紀ころから用いられるようになり、宗教裁判の広がりと共に頻繁に行われるようになったが、その当時は修道院などを一時的に使用する場合が多く、刑務所、あるいは牢獄といえば裁判を待つ未決囚や執行を待つ死刑囚などを拘禁する場所を指した。当初は長期の拘禁を予定していなかったため、裁判所庁舎などの地下などに簡易的につくられた非衛生的なものが多かった。
現代の刑務所に相当する施設は16世紀ごろから出現したとされるイギリスの懲治場制度である。ロンドンのブライトウェル宮殿やロンドン塔、アムステルダムの懲治場、バスティーユの城塞を使用したものなどが代表的である。やがて、軽罪者らの罰金や債務支払いを強制するための身柄拘束施設としての役割も持ち始め、牢獄などと融合しつつ刑事施設化していった。また、死刑の縮小に伴い広がっていたガレー船漕奴刑や植民地流刑は、18世紀ころには、植民地の独立や帆船の出現など社会情勢の変化と共に衰退していき、受刑者の拘禁施設の建設の必要性が高まっていった。このころの刑務所は、1703年に教皇クレメンス11世がホスピス・救貧院・刑務所複合施設としたサンミケーレ感化院など一部の例外を除き、非衛生的で悪弊に富んでいたため、受刑者の人権を確保するための運動が行われるようになった。有名な運動家としてジョン・ハワードなどが挙げられる。
19世紀に入ると自由を奪う自由刑が刑罰の中心に座るようになり、各地で本格的な刑務所の建設が行われた。主な刑務所の制度としてはオーバーン制（独居拘禁制）とペンシルベニア制（共同拘禁制）の2種類があり、アメリカ合衆国ではオーバーン制が、ヨーロッパではペンシルベニア制が採用され広まった。やがて、所内に近代的な工場を持つものや、金網のフェンスのみでコンクリート塀のないもの、高層ビルディング形式のものなど、監獄のイメージを払拭するような刑務所も誕生していった。
第二次世界大戦後、国際連合は刑務所全般の非衛生的環境、非人間的な強制労働、奴隷的な待遇の改善のために『国連被拘禁者待遇最低基準』を採択した。これは1957年7月31日に承認され、改めて改訂案が1977年5月13日に国際連合経済社会理事会の会合で、2015年12月17日には更なる人道的配慮に踏み込んだ改定案「マンデラ・ルール」が国連に承認された。また、国連薬物犯罪事務所は障害者、とりわけ精神障害者、社会的少数者を始めとした特別な配慮が必要な社会的弱者の人道的配慮のために、国際人道法、国際人権条約や文書を踏まえた『手引書』を作成した。
日本においては、1778年に始まった｢鉱山役夫｣の制度として、無罪の無宿者に始まり、その後は様々な罪から佐渡金山の水替え人足として使役されるようになる。1790年に人足寄場が江戸の石川島（加役方人足寄場）、佃島に設けられ、わた細工、炭団造り、大工・左官、油絞り、殻灰製造などの作業に従事させ、得られた賃金の一部は官によって強制的に貯められて収容者が出所後の生業復興資金とされた。
歴史的な更生施設・拘置施設
- 伝馬町牢屋敷、揚座敷
- 女牢 ‐ 江戸時代。
- 懲治場（英語版）（House of correction）
- アムステルダム男性懲治場（オランダ語版）（Rasphuis）
- アムステルダム女性懲治場（オランダ語版）（Spinhuis） - 軽犯罪者の女性の就労支援として、紡績（Spin）が行われていたことから。
- 忘却の城（英語版） - サーサーン朝ペルシャで存在を忘却されるべき人々（王室や政治犯など）が捕らえられ、場所さえも忘却されるべきとされた。

## 機能

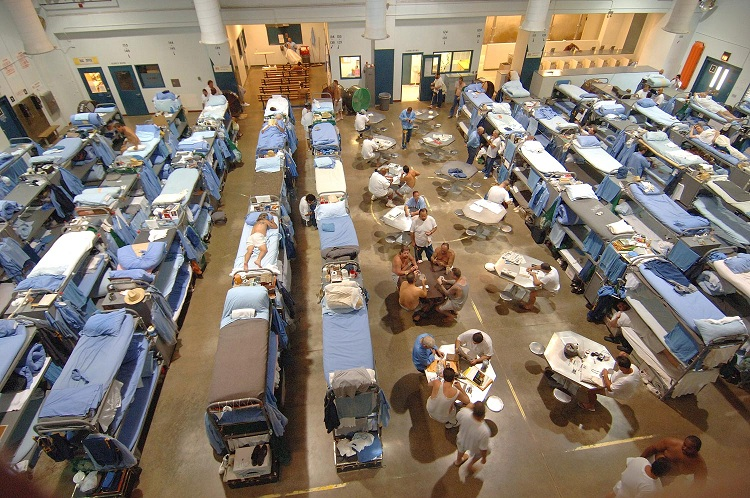
刑務所の過剰収容で三段ベッドを使用している2006年のアメリカ合衆国ミュール・クリーク州刑務所

刑務所は刑を執行される場所という機能が大きい。刑は禁固刑から懲役刑、死刑などの身柄が拘束されるものに限定される。罪の償いを行うべき場所であり、それが前提で運営されている。ただし、社会復帰が見込まれる者に対してはそのための支援が行われる場合もある。なお、市民的及び政治的権利に関する国際規約の第10条第3項は『刑事施設の目的が更生と社会復帰である』ことを明記している。また、拘束の程度も各国でまちまちであり、ペルーで反政府活動により禁固20年の刑に服していたロリ・ベレンソンの例では、獄中結婚のほか出産も行っている。

### 生活・制度・行事
なお、付随した機能として服役している者の生活の維持や施設の保安のために各種の制度が設けられている。
一例としては芸能人による慰問活動が有名である。一般的な芸能人が慰問活動を行う事もあるが、慰問活動を主な活動とする歌手なども多い。
また、公的施設ではあるが、宗教活動の機会も設定されている。仏教やキリスト教、イスラム教などの各宗教家が訪問して行われる。ただし社会主義国ではこのようなものは無い場合もある。
刑務所の保安に係る制度としては受刑者に対する身体検査があり、持込み禁止物品の隠匿を防いでいる。
この検査は検身と呼ばれるものであり、国により内容は異なるが目視検査や体腔検査が行われている。

各地ごとの例として、英国法が採用されている香港では、女子刑務所で行われる通櫃と呼ばれる体腔検査で膣および肛門に指を挿入する際、処女膜を破壊しないよう検査を実施する配慮が取られている。

## 周辺地域への影響
刑務所が周辺地域に与える影響として、法律や倫理を破った犯罪者を扱う施設、そして脱獄からくる社会的な不安や治安の悪化などが一般的に懸念され、刑務所建設などで地域住民による反対運動が行われることが多い。ただし、日本国内においては地方自治体などでは、日本国内における脱獄事件が近年では皆無であること、「刑務所職員および家族の移住などに伴う人口増加」、「刑務所内の物資購入などの消費活動の増加」、「就職先の拡大」などのメリットをアピールし、刑務所のイメージ向上に務めている。また、周囲の壁の色や収容棟の塗装を明るくしたり、網走刑務所のように、観光名所の一つとしてアピールしたりする所もある。また受刑者宛ての物品を販売する差入店が近隣に立地していることが多い。
一方、アメリカでは、過疎の農村に誘致された刑務所は受刑者の家族の訪問を困難にさせ、受刑者と家族の結びつきを弱め、出所しても帰る所がないために社会的孤立から再び犯罪に走ってしまうという問題や、刑務所の誘致による地域活性化にしても、看守や施設管理の仕事は訓練や技術力が不足している地元民には回ってきにくく、刑務所で消費される生活物資は大企業から供給されることが多く、安価で従順な受刑者による刑務作業が近隣住民の労働力と競合するという問題が発生しているといわれている。

## 各国の刑務所

### 日本
日本において死刑囚は刑務所には収容されず、死刑執行施設がある拘置所（札幌刑務所札幌拘置支所・宮城刑務所仙台拘置支所・東京拘置所・名古屋拘置所・大阪拘置所・広島拘置所・福岡拘置所のいずれか）に収容されているが、札幌・仙台においては、収容は拘置所敷地内(札幌・仙台の各拘置支所)であるものの、執行施設は隣接する刑務所敷地内にあるため、執行の際は、拘置所敷地内から刑務所敷地内への移動を伴い、厳密には、収容=拘置所、執行=刑務所という「刑の執行は刑務所で」という旧来の原則(慣習)が現在も残っている。
札幌・仙台以外は拘置所内に執行施設があり、収容も執行も同じ拘置所敷地内で完結している。

### フランス
フランスの刑務所は188施設でそのうち102施設が1912年までに建設された施設で老朽化が問題になっている。また、2005年1月時点での収容率は115%と過剰収容も問題になっている。

### アメリカ合衆国
アメリカ合衆国の矯正施設は2002年現在、連邦刑務所が84施設、州立刑務所が1320施設である。連邦刑務所や州立刑務所以外にも地方に設置されている拘置所がある。
1970年代までに、アッティカ刑務所暴動事件など複数の刑務所で暴動が発生したことを踏まえ、1973年、下院の犯罪に関する特別委員会は小規模施設に改めるよう勧告を行った経緯があり、収容者の規模は見直されてきた。
刑務所の警備レベルは、収容者の犯罪歴に合わせて最高から最小限まで5段階に分かれており、軽犯罪者が収容される拘束程度の非常に緩い刑務所から、複数の終身刑を受けた重犯罪者が収容される自由度の無い刑務所（ADXフローレンス刑務所など）まで待遇はさまざま。アメリカは懲役刑ではなく禁錮刑であるため、法的には収容中に刑務作業が強制されない。

### 韓国
韓国の矯正施設には矯導所、拘置所、拘置支所がある。また、下部機構として少年矯導所、女子矯導所、開放矯導所、職業訓練矯導所があり各1施設設置されている。

### エルサルバドル
エルサルバドルでは、2000年代以降、ギャング組織による犯罪が横行。2002年からはギャング組織ごとに受刑者を収容していたが、2020年からは敵対関係にある組織の受刑者であっても一緒に収容されることとなった。2022年、エルサルバドル政府は、ギャング対策に乗り出して1年間に65000人を拘束した。増加する受刑者への対応として、2023年には4万人を収容できる米州最大の刑務所テロリスト監禁センター（CECOT）を設立。この刑務所の環境は劣悪で、雑居房は100人以上を収容することを前提としつつも洗面台とトイレは2か所ずつ、ベッドは金属製のものが80人分しか用意されていない。受刑者の食事は抗争を避けるためにフォーク等の使用は禁止され、手づかみで食べるものとなっている。
2024年7月には、後にアメリカ合衆国司法長官に就任するマット・ゲーツ下院議員も、テロリスト拘禁センターに視察に訪れた。

### その他
- ロシアの刑務所
  - ウラジーミル中央刑務所（英語版） - 懲役10年‐終身刑用
  - ブラック・ドルフィン刑務所（英語版） ‐ 終身刑用刑務所。
- 中国の刑務所（フランス語版）
- ドイツの刑務所（英語版）
  - シュタムハイム刑務所（英語版）(シュトゥットガルト刑務所)
- イギリスにおける刑務所のセキュリティーレベル（英語版）

## 種類
- 少年刑務所
- 医療刑務所 - 麻薬など専門的な医療行為を必要とする受刑者のための刑務所
- 女子刑務所 - 江戸時代には女牢という専用の場所があった。
- 軍事刑務所
- 捕虜収容所

囚人の分類
収容分類級

## 刑務所内施設・インフラ
- 監獄食（英語版） - 通称「臭い飯」。ポリッジ
- 刑務所内のヘルスケア（英語版）
- 職業訓練 (受刑者等の作業)
- 刑務所図書館
- 差入店

## 問題
刑務所内犯罪
- 公開処刑・拷問
- スタンフォード監獄実験
- 刑務所内暴行（英語版）
- 刑務所内自殺（英語版）
- 脱獄
- 刑務所内強姦

プリズン・ギャング
刑務所内で形成される暴力を背景とした囚人同士による統治組織をプリズン・ギャングという。アメリカの刑務所を対象としたデイビッド・スカーベックの研究によれば、囚人の数が著しく急増した1970年代に、新参の囚人によってそれまで機能していた「囚人の掟」と呼ばれた囚人同士の規律が破壊され秩序の維持が難しくなった状況下で、プリズン・ギャングは自然発生的に組織された。この現象は男子刑務所に限られ、女子刑務所ではプリズン・ギャングが組織されることは無かった。
同時期にプリズン・ギャングが出現した数は30か所に及んだが、ほとんどの場合、プリズン・ギャングはストリートギャングなど地域的な暴力組織とは無関係であり、トップとなる人物はいても、その統治システムは分権的である。プリズン・ギャングは実質的に刑務所内の暴力を抑制し、刑務所の職員からも歓迎された。プリズン・ギャングのなかでも最初期に発生したサン・クエンティン刑務所のメキシカン・マフィアは麻薬取引を通じて刑務所外にも強い影響力を持ち、他のプリズン・ギャングもそれに続いている。
刑務所廃止論
刑務所は人権侵害といった弊害があることから、刑務所を廃止すべきだという主張が存在する（『刑務所廃止運動』(英語：Prison abolition movement)を参照）。
アメリカの社会学者アンジェラ・デイヴィスは、学校教育の改善・懲罰や復讐ではなく補償と和解にもとづく裁判制度・麻薬使用の非犯罪化と麻薬依存治療プログラムの充実などで刑務所を廃止できると主張している。
暴動
- アッティカ刑務所暴動
- 沖縄刑務所暴動
- クロボカン刑務所暴動
- モンテレイ刑務所暴動
- 徳島刑務所暴動事件

## 再利用・廃止
城や要塞には地下牢が置かれることもあったが、銃火器によって城が陳腐化して使われなくなった時代においては様々な活用が行われ、刑務所としても使われた。
刑務所からホテルや博物館などへの変更が行われることもある。
- イギリス
  - オックスフォード城 - 城から刑務所（HM Prison Oxford）、そしてホテルチェーン Malmaison によってホテルとなった。
- フランス
  - バスティーユ牢獄 - 1357年に要塞として作られたことから、フランス語でバスティーユ（Bastille 要塞）と名付けられた。
  - コンシェルジュリー - パリの元王宮。監獄・裁判所
  - シャトー・ディフ - シャトー（城）と名付けられていることから分かるように、元城である。流刑地でアレクサンドル・デュマ・ペールの小説『モンテ・クリスト伯』のモデル。
  - カスティエ門 - 17-18世紀に監獄となったが、19世紀からは博物館となっている。
- チェコ
  - シュピルベルク城（英語版） - 13世紀初期に建てられ、17世紀から反政府勢力などの収容所、1855年に兵舎となり、第一次世界大戦から捕虜収容所や兵舎となり、1959年に博物館となった。

ホテル
- Charles Street Jail（英語版） - アメリカ、ボストン。 The Liberty Hotel。
- スルタン・アフメット刑務所（英語版） - トルコ
- ロイドホテル（英語版） - オランダ、アムステルダム。元々ホテルであったが、ユダヤ難民の収容所、第二次世界大戦後は刑務所となった。2004年から再びホテルとして利用。
- 奈良少年刑務所

博物館
- 博物館網走監獄
- 月形樺戸博物館
- 青島ドイツ監獄旧址博物館（中国語版）

その他
ドイツでは、バスケットボールの試合会場などのイベントを行う会場やマンションなどへの変更が行われた。

## 刑務所の取り組み
- パノプティコン ‐全展望監視システムなどとも訳される効率的な監視を目的とした刑務所の構造。
- ペンドルトン矯正施設（英語版）（刑務所） ‐ アメリカの都市ペンドルトン（英語版）にある刑務所で保護ネコを囚人に飼わせることで両者のケアが行われた[25][26]。
- ノース・カーン州刑務所（英語版） - アメリカの刑務所。ポゥジティブ・チェンジ（Pawsitive Change）という取り組みで、犬の訓練士として教育を行い、再犯率の低下が見られた[27]。
- W.J. Estelle Unit（英語版）（エステル刑務所） - アメリカのスーパーマックス刑務所。資格取得のための勉強、仕事が得られるような経験や実績、なにかしらの善行などを行うことによって刑期を短縮する good time credit 制度を採用しており、再犯率の低下に貢献している[28][29]。